# JPEGMafia
Баррінгтон ДеВон Хендрікс (нар. 22 жовтня 1989), професійно відомий як JPEGMafia (стилізовано великими літерами), або «Пеґґі», — американський репер, співак і продюсер із Брукліна. Його альбом «Veteran» 2018 року, випущений на Deathbomb Arc, отримав широке визнання серед критиків і був представлений у багатьох музичних списках року. Подальші альбоми «All My Heroes Are Cornballs» (2019) та «LP!» (2021) були випущені з подальшим схваленням критиків.

## Раннє життя та освіта
Хендрікс народився у Флетбуші, Бруклін, у сім'ї ямайців. Він провів більшу частину свого дитинства у Флетбуші, перш ніж переїхати в Алабаму у віці 13 років, де відчув значну кількість расизму, який згодом сильно вплинув на його музику. Хендрікс переїхав у Луїзіану в віці 18 років та вступив до Повітряних сил США. Він проходив службу в Іраку, а також провів деякий час у Кувейті, Німеччині, Японії та Північній Африці до того, як був звільнений з честю. Раніше він стверджував, що має ступінь магістра журналістики, але з тих пір Хендрікс пояснив, що, хоча він і вивчав предмет під час роботи, він офіційно так і не отримав ступінь. У квітні 2021 року через соціальні мережі Хендрікс розкрив, що його дитинство було сповнене «сексуального, словесного та фізичного насильства».

## Кар'єра
Хендрікс зацікавився продюсуванням музики у 15 років, і почав продюсувати після того, як навчився семплити. Описуючи свій продакшн, Хендрікс каже: «Коли я вперше створював біти, нікому не подобалися біти. До сьогодні я даю людям біти, і вони просто губляться». Він каже: «Я почав читати реп, тому що нікому не подобалися мої біти». Зазначаючи, що він почав продюсувати ще до того, як почав читати реп, Хендрікс сказав: «Я спочатку продюсер, а потім репер, але до обох я ставлюся серйозно».
Під час свого військового перебування в Японії він продюсував і писав музику під ім'ям Devon Hendryx. У 2015 році він переїхав у Балтимор, де почав створювати музику під своїм псевдонімом JPEGMAFIA, під яким у квітні 2015 року випустив свій мікстейп «Communist Slow Jams». Місяць потому він випустив свій мікстейп «Darkskin Manson», який був натхненний протестами Фредді Грея в Балтиморі, які відбувалися саме тоді, коли він туди переїхав. Після низки мікстейпів Хендрікс випустив свій дебютний студійний альбом «Black Ben Carson» у лютому 2016 року на Deathbomb Arc із набагато більш жорстким, спотвореним звуком, ніж інші його проекти. Чотири місяці потому він випустив спільний з балтиморським репером Freaky мініальбом під назвою «The 2nd Amendment». Проживши там менше 3 років, Хендрікс переїхав з Балтимору у Лос-Анджелес для свого наступного студійного альбому. У січні 2018 року він випустив свій другий студійний альбом «Veteran». У дописі на Bandcamp він сказав: «Я хотів показати, що я не просто чел із одним трюком. Я завжди роблю дивне лайно. Зазвичай я просто тримаю це при собі. Цього разу я просто відпустив фільтр». На момент виходу «Veteran» вважався найбільш експериментальним альбомом JPEGMAFIA, отримавши широке визнання серед критиків.
Після виходу «Veteran» Хендрікс почав працювати над своїм наступним альбомом. Він записав 93 пісні і скоротив їх до 18 треків. Він зміксував та змастерив його наприкінці туру Вінса Степлза часто публікуючи оновлення відсотка у своєму Instagram. Перед релізом він назвав проект «розчаруванням» в інтерв'ю та своїх соціальних мережах. Перший сингл з альбому «Jesus Forgive Me, I Am a Thot» вийшов 13 серпня 2019 року. Він просував альбом, викладаючи серію сеансів прослуховування на своєму YouTube канал, де друзі та виконавці, такі як Дензел Каррі, Джефф Твіді (з Wilco) та Ганнібал Берисс, обговорювали та реагували на вирізки з альбому. «All My Heroes Are Cornballs» був випущений 13 вересня 2019 року, та отримав схвалення від критиків, і став його першим альбомом, який потрапив у чарти. У жовтні 2019 року він розпочав тур JPEGMAFIA Type Tour, щоб підтримати свій новий альбом.
У 2020 році Хендрікс випустив кілька синглів протягом року та об'єднав їх у мініальбом під назвою «EP!». Він був випущений на Bandcamp сторінці Хендрікса 6 листопада і на потокових сервісах з додаванням одного додаткового синглу 10 грудня. 12 лютого 2021 року Хендрікс випустив свій другий мініальбом, під схожою назвою «EP2!». 2 жовтня Хендрікс анонсував альбом «LP!», який був випущений 22 жовтня 2021 року, в день його народження, який в подальшому отримав визнання. Через проблеми, пов'язані з семплами, альбом був випущений у двох окремих версіях: «LP!» випущено на потокових сервісах і «LP! (Offline)» випущено безкоштовно на Bandcamp, YouTube та Soundcloud. 24 лютого 2022 року Хендрікс через Twitter анонсував те, що пісні, які не були в «Онлайн» версії, були випущені на потокових сервісах як мініальбом «OFFLINE!».

## Артистизм
Його музику здебільшого описують як експериментальний хіп-хоп, але вона також включає в себе широкий спектр музичних жанрів, таких як треп, R&B та нойз-реп.
В інтерв'ю Cambridge Union Хендрікс зазначив, що найбільший вплив на нього має Каньє Вест. Він стверджує, що одними з перших хто вплинув на нього був рок-гурт Hanson. Він також назвав Ol' Dirty Bastard, Throbbing Gristle, Skinny Puppy, MF DOOM, Lil B, Chief Keef, Ice Cube, Rick Rubin, Cam'Ron, Björk, Janelle Monáe, Radiohead, The Backstreet Boys та Arca.

## В інших медіа
У березні 2020 року Хендрікс запустив серію відеоблогів на своєму YouTube каналі під назвою «HTBAR»(How To Build A Relationship/Як побудувати відносини). У цих блогах JPEGMafia розмовляє з іншими артистами та друзями на різні теми, переважно про музику, життя та політику. Саундтрек до кожного епізоду складається з невипущених пісень, демо та інструменталів створених JPEGMafia. Виконавці, які були представлені в серії відеоблогів, включають Денні Брауна, Кенні Бітса, Лікке Лі, Орвілла Пека, Сабу та інших. Хендрікс також з'явивлявся в «The Cave», серії YouTube відеоблогів, створених хіп-хоп продюсером Кенні Бітсом.
Хендрікс є шанувальником професійного реслінгу і включив кілька посилань на нього у своїх піснях. У вересні 2020 року він з'явився у рекламі реслінгу від All Elite Wrestling (AEW) в епізоді їхнього телешоу «AEW Dynamite».
Хендрікс з'явився у 7-му епізоді 5 сезону «Шоу Еріка Андре», «Named After My Dad's Penis/Названий на честь пенісу мого батька», і брав участь у третьому скетчі «Rapper Warrior Ninja» — пародії на телешоу «Sasuke» (що транслювалося в США під назвою «Ninja Warrior») та його американський спін-офф «American Ninja Warrior». Хендрікс змагався разом з Ліл Яті, Мурсом, Тріппі Реддом та Заком Фоксом у випробуванні перетину платформи, під час фристайлу та ухиленню від різних атак. Хендрікс впав з платформи під час фристайлу та зазнав поразки.

## Особисте життя
Наразі Хендрікс проживає в Лос-Анджелесі, Каліфорнія.

## Дискографія
Студійні альбоми
- Black Ben Carson (2016)
- Veteran (2018)
- All My Heroes Are Cornballs (2019)
- LP! (2021)
- OFFLINE! (2021)
- SCARING THE HOES (2023)
- I LAY DOWN MY LIFE FOR YOU (2024)